# Exército Revolucionário Francês
O Exército Revolucionário Francês é o termo usado para descrever o exército de França durante o período entre a queda do antigo regime de Luís XVI em 1792 e a formação do Primeiro Império de Napoleão Bonaparte em 1804. Estas estruturas militares eram caracterizadas pelo seu fervor revolucionário e equipamento precário. Actuaram com resultados bastante diversos, desde derrotas precoces até vitórias surpreendentes sob o comando dos generais Moreau, Masséna e Bonaparte. Foi este exército que começa a usar propaganda nacionalista para substituir o caros e ineficientes mercenários pela conscrição.
Foi substituído pelo Grande Armée de Napoleão.

## Componentes

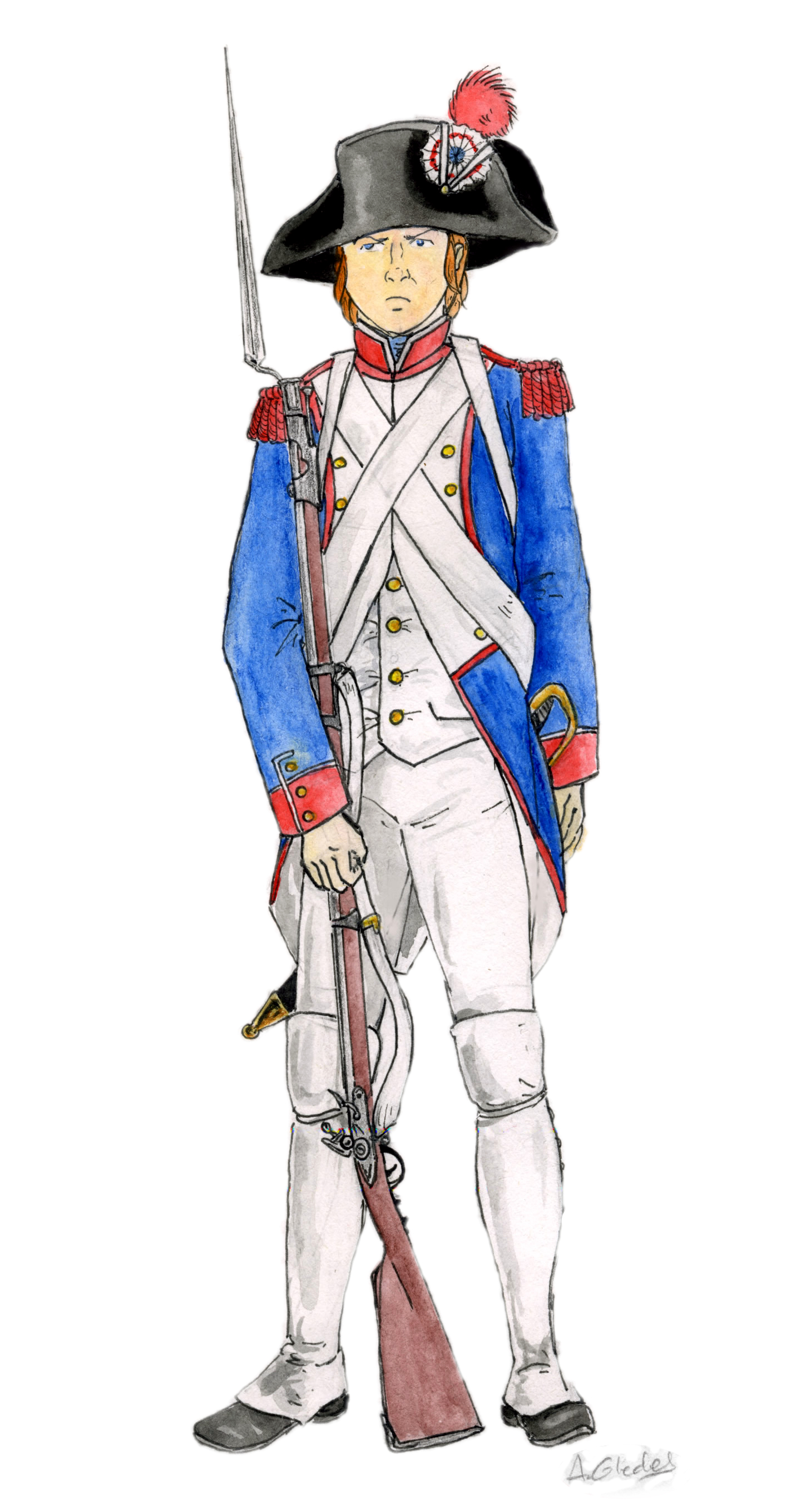
Fuzileiro Revolucionário de Infantaria

Após a queda da Monarquia Constitucional em 1792, deu início a Revolução Francesa, após as mudanças radicais de governo, foi então implantada a república, com forma de governo democrática. Com isso todo o esquema governamental da França mudou. A então redigida a Declaração de Pillnitz entre Leopoldo II, Sacro Império Romano-Germânico e o Rei Frederico Guilherme II da Prússia e com a posterior declaração da francesa de guerra contra as seguintes nações. Deste modo fez com que a França estivesse em constante Guerra. Com tais guerras a Primeira República Francesa foi forçada a projetar um grande 'Máquina de Guerra' para proteger o novo Estado Francês. Para a restauração deste Estado Francês era necessário é claro inicialmente começar pelo Exército.
Quase todos que no Regime monárquico estavam na classe policial foram retirados a força da aristocracia. No período anterior a queda da Monarquia de Luís XVI da França muitos dos oficiais se retiraram de seus regimentos, pelotões, e entre outros divisões e migrou para outras nações europeias. No espaço de tempo dos dias 15 de Setembro e 1 de Dezembro de 1791 somente 2.160 oficiais do Exército Real fugiram na França. Certamente para se juntar ao Exército de Luís José de Borboun, príncipe de Condé. Dos que permaneceram foram mortos ou presos, praticamente vivenciaram um Reino de Terror na França. Os pobres militares que sobraram foram imediatamente promovidos a cargos mais autos, para tomar ligar daqueles que desertaram. Tal coisa significa que os oficiais Revolucionários eram com certeza mais jovens em comparação aos Monárquicos. Os poucos Oficiais de alto nível que permaneceram na França, esta entre eles o Marquês de la Fayette, Comte de Rochambeau e Comte Nicolas Luckner em poucos dias foram acusados de traição e condenados a prisão perpétua (normalmente morrendo durante a condenação pelos maus cuidados da prisão), a mote por guilhotina ou ao exílio perpétuo.
Os apelos revolucionários, junto aos chamados de socorro para a estabilizar o mais novo regime político, resultaram em um grande número de voluntários civis entusiasmados pelos incentivos políticos a lutar, mas a precária organização do Exército resultou em Soldados mau armados, mau treinados e mau disciplinados. No início tinham o apelido popular de sans-cullotes pois suas calças eram de estilo camponês ao contrário de usar calções como os exércitos da época. Deste modo demonstra que estes homens foram nomeados soldados rapidamente, em consequência dos fatos acontecidos neste período. Um grande entre outros fatores deram vitórias ao exército francês, uma delas é a chamada 'fusão' preparada pelo grande estrategista militar e general Lazare Carnot, que anos depois foi nomeado Ministro da Guerra sob o governo de Napoleão. Esta ideia é que assim reunia nos regimentos e batalhões, jovens revolucionários fanáticos que estivessem dispostos a morrer em nome da França, unindo com antigos oficiais do extinto Exército Real francês.

## O Exército é posto a prova
Apressadamente o Exército da França inicialmente atacou os Países Baixos austríacos, mas toda essa Campanha foi idealizada pelo Ministro das Relações Exteriores Charles François Dumouriez. Mas como o previsto toda a invasão foi um fiasco militar. Um dos fatores foi as tropas mau disciplinadas que mataram seu próprio General para impedir que eles entrassem numa batalha. Outro grande fiasco foi que em certo momento as tropas colocaram a dúvida sobre a tática que seu comandante havia preparado e no final votaram se a estratégia iria ou não iria ser executada, tal coisa demorou muito tempo, assim dando a vantagem ao inimigo. No final da Campanha eles retornaram a França completamente desordenados.
Um caso daria então ao Exército uma chance de se redimir. Em agosto de 1792, um Exército Austro-Prussiano de tamanho monumental foi enviado para retomar Paris das mãos Revolucionárias, restabelecer o poder de Luís XVI e recolocar a monarquia de volta no mapa Europeu. Para impedir o avanço Austro-Prussiano foram enviadas várias tropas Revolucionárias, que no final foram facilmente derrotados, pelo bem preparado exército e pelos seus profissionais soldados. Sucessivamente foram enviadas tropas para deter tal avanço, mas as tropas mau treinadas e mau disciplinadas levaram meses para tentar detê-los. Mas parecia impossível tal coisa, parecia que Paris voltaria ao domínio monárquico e que a República cairia em desgraça. Desesperadamente  Convenção decidiu que o exército seria comandado por Dumoriez e François Christophe Kellerman. Quando ninguém esperava o Exército Austro-Prussiano foi derrotado durante a Batalha de Valmy em 20 de setembro de 1792, e deste modo o exército inimigo foi obrigado a recuar. Uma das peças fundamentais francesas durante a Batalha de Valmy foi a Artilharia, na época considerada a melhor da Europa, pois novas táticas que foram implantadas por Jean Batista de Vaquete Gribeauval. A Batalha de Valmy fez com que o chacotado Exército Revolucionário finalmente fosse respeitado pelos franceses e pelos inimigos, nos seguintes dez anos o exército não protegeria apenas a França, mas quando os grandes generais, por exemplo Moreu, Jourdan e Napoleão Bonaparte expandiu a Primeira República Francesa

## Estratégias militares

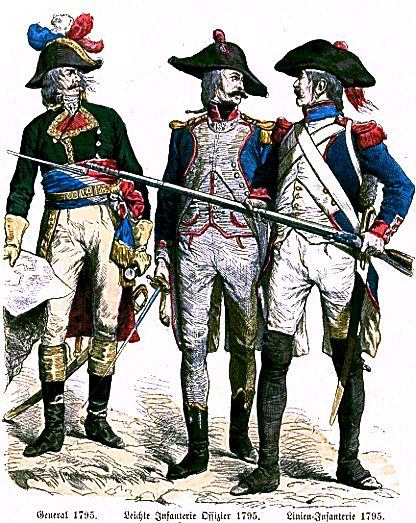
General Revolucionário francês, oficial de infantaria e soldado de brigada.

Diversos comandantes inicialmente colocaram ideias nas estratégias militares consideradas pré-revolucionárias, finalmente depois de décadas, eles perceberam que este novo sistema era mais ágil do que o antigo. Depois as táticas todas se baseiam em:
1. As tropas que estivessem mais emocionadas e cheia de fanáticos deviam ser usadas como exemplo para as outras como moral mais baixo, com o tempo ganharam o nome de skimirshers. A maioria das manobras utilizadas seriam basicamente de origem guerrilheira. Exército se basearia no "enxame" de skimirshes iria se esconder do inimigo, se apoiar no ataque com a artilharia e implantar bastante o suo da emboscada;
2. As tropas com menos experiência, habilidade e poder em armamento pouco seriam colocadas em colunas de batalhão. A vantagem do uso da coluna de batalhão é que não é necessário muito treinamento aos soldados para aperfeiçoar a técnica.